# Нетшер
Нетшер — прізвище нідерландських художників:
- Каспар Нетшер (1639–1684) — художник-портретист, мініатюрист
- Костянтин Нетшер (1668–1723) — художник-портретист
- Теодор Нетшер (1661–1728/1732) — художник і декоратор
- Антоніс Нетшер (1679–1713) — художник
- Юстус Адріанус Генрік Нетшер (1818–1901) — живописець